# لجنة الشرق الأقصى
تم الاتفاق في مؤتمر موسكو لوزراء الخارجية، وتم إعلانه في بيان صدر في نهاية المؤتمر في 27 ديسمبر 1945 أن تصبح لجنة الشرق الأقصى الاستشارية (FEAC) لجنة الشرق الأقصى (FEC)، مقرها في واشنطن، وتشرف على مجلس الحلفاء لليابان. وفقًا لما تم الاتفاق عليه في البيان، تم تفكيك FEC والمجلس عقب معاهدة السلام اليابانية في 8 سبتمبر 1951. 
كان ترتيب العمولة المشرفة على المجلس مشابه لتلك التي وضعها الحلفاء للإشراف على قوى المحور المهزومة في أوروبا. كانت صورة طبق الأصل لبلدان المحور هذه، مثل هنغاريا، التي سقطت بيد الاتحاد السوفيتي واحتلت من قبل الجيش الأحمر وحده، بعد أن سقطت اليابان على الولايات المتحدة واحتلت من قبل الجيش الأمريكي، أعطيت الولايات المتحدة المكانة المهيمنة في مجلس الحلفاء في اليابان. كان التغيير في اسم FEAC إلى FEC هامًا لأنه كما ذكر وزير الخارجية الأمريكي جيمس ف. بيرنز بعد المؤتمر «في 9 أغسطس، قمنا بدعوة الاتحاد السوفيتي وبريطانيا العظمى والصين للانضمام إلينا في تنفيذ أهداف إعلان بوتسدام وشروط الاستسلام اليابان. أُنشئت اللجنة الاستشارية للشرق الأقصى في أكتوبر، ولكن كانت لبريطانيا العظمى تحفظات بشأن طابعها الاستشاري، وطلب الاتحاد السوفيتي قرارًا بشأن آلية التحكم في طوكيو قبل الانضمام إلى عمل المفوضية».  

## خلفية
بعد استسلام الإمبراطورية اليابانية في أغسطس 1945، بدأت حكومة الولايات المتحدة في الاستعدادات لاحتلال اليابان على النحو المنصوص عليه في إعلان بوتسدام. تطور الاحتكاك بين حكومة الولايات المتحدة وحكومات الحلفاء الأخرى، والتي كانت غير راضية عن الموقف المهيمن للولايات المتحدة في اليابان. من أجل منح الحكومات المتحالفة الأخرى تمثيلًا رمزيًا في احتلال اليابان، قدمت الحكومة الأمريكية في 21 أغسطس 1945 اقتراحًا لإنشاء «اللجنة الاستشارية للشرق الأقصى» إلى حكومات الاتحاد السوفيتي والمملكة المتحدة والصين. نص الاقتراح على أن يتألف المجلس من ممثلي الدول التي تنضم حكوماتها إلى الاتفاقية. وفقًا لهذا الاقتراح، كانت صلاحيات اللجنة هي تقديم توصيات سياسية إلى حكومة الولايات المتحدة في إنفاذ أحكام أداة الاستسلام.  تم التوصل إلى اتفاق بشأن تشكيل اللجنة في مؤتمر لندن لوزراء الخارجية (11 سبتمبر - 2 أكتوبر 1945)، حيث وافق وزير الخارجية الأمريكي جيمس بيرنز ووزير الخارجية البريطاني إرنست بيفن على إنشاء اللجنة على غرار الولايات المتحدة الاقتراح المقدم في 21 أغسطس، لغرض إعداد خطط لمجلس الحلفاء لليابان. 
قامت لجنة الشرق الأقصى بصياغة سياسات لليابان للوفاء بها بموجب شروط الاستسلام التي كانت تتألف من 13 عضوًا، وتم اتخاذ القرارات بأغلبية الأصوات، لكن الولايات المتحدة والمملكة المتحدة والاتحاد السوفيتي والصين تمكنت من استخدام حق النقض ضد القرارات المتخذة في اللجنة. في الفترة ما بين 10 يوليو 1947 و23 ديسمبر 1948، اتخذت لجنة الانتخابات الفيدرالية 13 قرارًا في مجال السياسة العامة تنقسم إلى ثلاث فئات: نزع السلاح؛ الديمقراطية؛ والانتعاش الاقتصادي. 

## نزع السلاح
من أجل تحييد اليابان باعتبارها تهديدًا محتملًا مستقبليًا للولايات المتحدة، قررت لجنة الشرق الأقصى أن يتم التخلي عن اليابان جزئيًا. كان من المتوقع تحقيق تفكيك الصناعة اليابانية عندما تم تخفيض مستويات المعيشة اليابانية إلى تلك الموجودة في اليابان في الفترة 1930-1934.   (انظر الكساد العظيم ) 

## الحواشي
1. ↑  Interim Meeting of Foreign Ministers, Moscow: Report by Secretary Byrnes on Moscow Meeting, December 30, 1945 نسخة محفوظة 20 أغسطس 2016 على موقع واي باك مشين. [وصلة مكسورة]
2. ↑  US proposals for The Far Eastern Advisory Commission Terms of Reference (SWNCC 65/7) August 21, 1945 نسخة محفوظة 22 يوليو 2019 على موقع واي باك مشين.
3. ↑  text of the proposal in Department of State Bulletin, October 14, 1945, p. 561
4. ↑  "Statement on the Establishment of a Far Eastern Commission
To Formulate Policies for the Carrying Out of the Japanese Surrender Terms", September 29, 1945, Department of State Bulletin, October 7, 1945, p. 545
5. ↑  Far Eastern Commission International Organization, Vol. 3, No. 1 (Feb., 1949), pp. 180-182 نسخة محفوظة 1 أبريل 2016 على موقع واي باك مشين.
6. ↑  Frederick H. Gareau "Morgenthau's Plan for Industrial Disarmament in Germany" The Western Political Quarterly, Vol. 14, No. 2 (Jun., 1961), pp. 531
7. ↑  (Note: A footnote in Gareau also states: "For a text of this decision, see Activities of the Far Eastern Commission. Report of the Secretary General, February, 1946 to July 10, 1947, Appendix 30, p. 85.")